# Tarracoblaniulus lagari
Tarracoblaniulus lagari är en mångfotingart som beskrevs av Jean-Paul Mauriès och Vicente 1977. Tarracoblaniulus lagari ingår i släktet Tarracoblaniulus och familjen pärlbandsfotingar. Inga underarter finns listade i Catalogue of Life.